# Intermediärt mottfly
Intermediärt mottfly (Schrankia intermedialis) är en fjärilsart som beskrevs av Reid 1972. Intermediärt mottfly ingår i släktet Schrankia och familjen nattflyn. Arten är reproducerande i Sverige. Inga underarter finns listade i Catalogue of Life.